# Galaxea paucisepta
Galaxea paucisepta är en korallart som beskrevs av Claereboudt 1990. Galaxea paucisepta ingår i släktet Galaxea och familjen Oculinidae. IUCN kategoriserar arten globalt som nära hotad. Inga underarter finns listade i Catalogue of Life.